# 曼德勒皇宫
曼德勒皇宫（發音：[máɰ̃dəlé náɰ̃dɔ̀]）位於緬甸曼德勒，是緬甸最後一個王朝贡榜王朝的宫殿。

## 建築
宮殿建於1857年至1859年，建築上遵循了傳統的緬甸皇宮設計；整體格局呈正方形，宫内有104座大殿，外圍則由護城河環繞。

## 歷史
曼德勒皇宮是敏東國王和錫袍國王（贡榜王朝最後兩位國王）的主要住所。1885年11月28日，在第三次英緬戰爭期間，英軍進入宮殿並佔領了王室，自此曼德勒皇宮不再是緬甸皇室的所在地，之後英國人將宮殿改成達費林堡，以當時的印度總督達費林和阿瓦侯爵命名。
第二次世界大戰期間，宮殿一度被日軍佔領作為補給站，後來宮殿遭盟軍燒毀了，只有皇家造幣廠和鐘樓倖存下來。1989年，缅甸政府开始依据历史图片和资料重建，恢复了89个主要大殿，1996年9月竣工并对公众开放，惜受限於資金與技術，修復的作工略顯粗糙。目前宮殿內的博物館展示有皇族的馬車及生活用品，可藉此瞭解當時皇室的生活。
现今唯一留存且非现代重建的皇宫建筑是异地迁移了的金色宫殿僧院，原为敏东王寝宫。